# サンボ (格闘技)

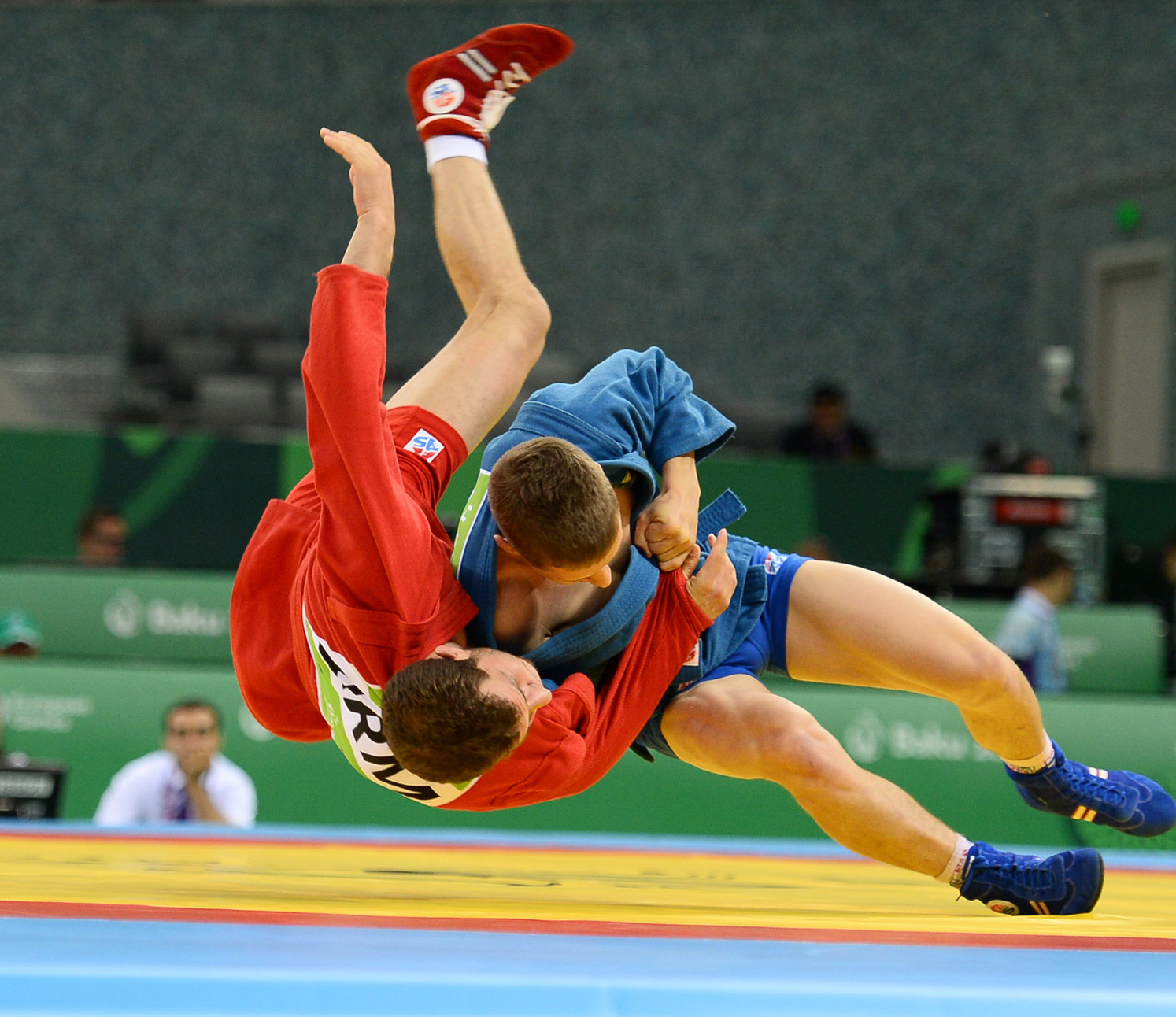
2015年ヨーロッパ競技大会におけるスポーツサンボ

サンボ（露: самбо、英: Sambo）は、ソビエト連邦で開発された格闘技。ソビエト連邦においては軍隊格闘術としても発展。

## 概要
Самбоはロシア語で、самооборона без оружия（samooborona bez oruzhiya、「武器を持たない自己防衛」の意）の省略であると言われている。狭義では一般に知られているスポーツ格闘技であるスポーツサンボのことを指して、この意で使われることが最も多い。このスポーツサンボを習得した者やその格闘技の選手はサンビスト、サンボレスラーと呼称されることがある。
「サンボ」は広義では日本武術界で言うところの「柔術」、中国武術界で言うところの「拳法」の様に徒手格闘技や徒手武術を意味し、ソビエト連邦内務省や赤軍で徒手軍隊格闘術として採用されていた「軍隊のサンボ」を意味するバエヴォエサンボ（露: Боевое самбо）がある。それを日本では分かりやすいように前田日明が名付けたコマンドサンボ (Commando sambo) 、英語圏やイタリアではコンバットサンボ (Kombat sambo) とも呼称される。後に、こちらも打撃を追加した総合格闘技としてのスポーツ化とロシア連邦軍の軍隊格闘術としての分化が進んでいる。
また、ロシア古来の着衣徒手格闘技としてニコライ・ズーエフが修得していた禁じ手なしの俗にいう裏サンボ、英語でロシアンサンボ、ロシア語でルースカエサンボと呼ばれるものもある。多彩な関節技を有しておりスポーツサンボのベースにもなっている。Samboには黒人への蔑称の意があるためアメリカでは Sombo と表記することもある。

## スポーツサンボ

### 歴史

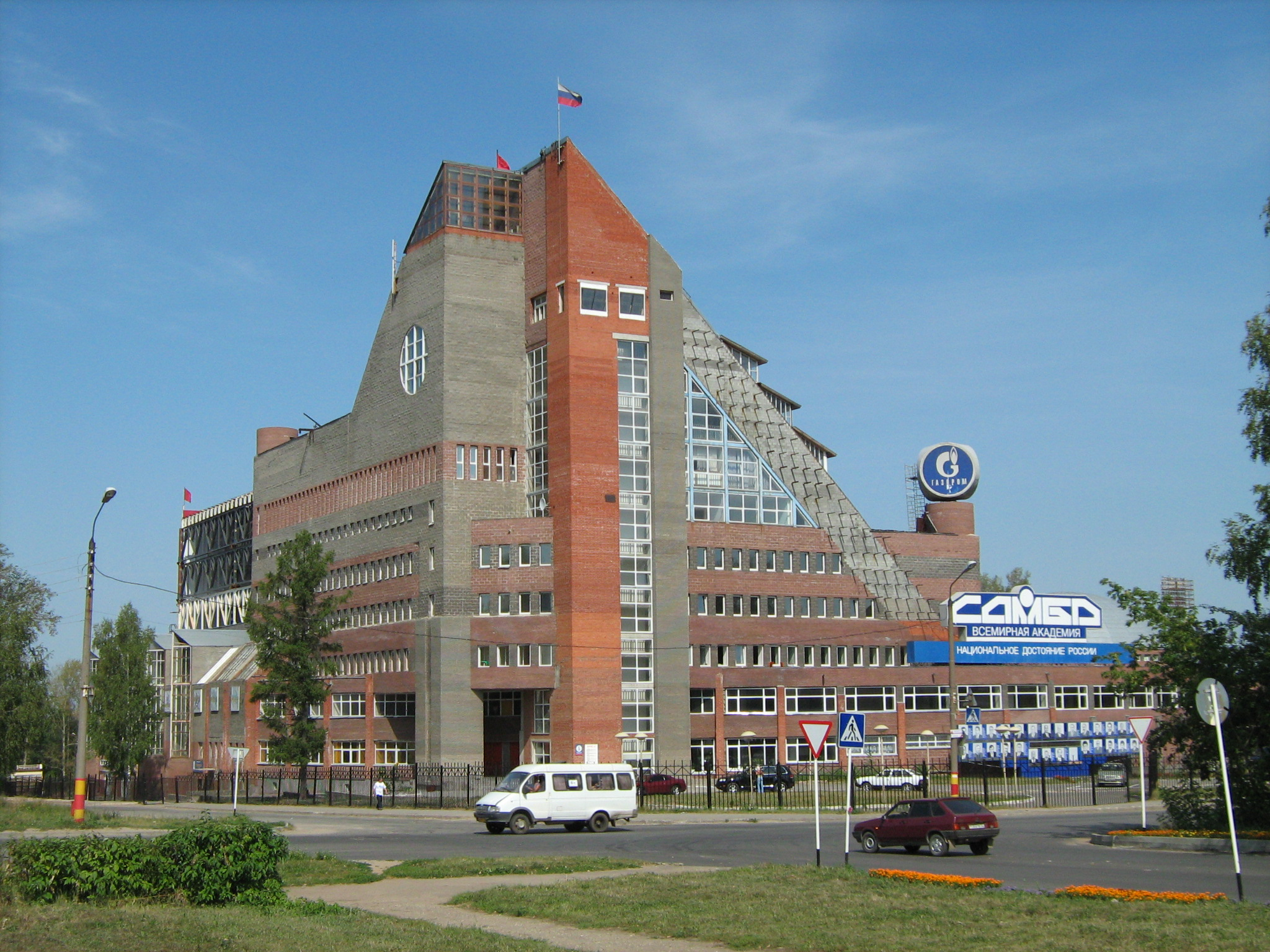
クストヴォにある世界サンボアカデミー

サンボの創始者の1人として、帝政時代のロシアにおいて、サハリンから神学生として日本に渡り、講道館にて嘉納治五郎のもとで柔道を学んだワシリー・オシェプコフが挙げられている。
彼は1930年代にソ連各地で柔道の普及活動を行なったが、1937年、スターリン大粛清の対象となり、「日本のスパイ」 という嫌疑をかけられ投獄、獄中で病死する。
サンボという名称は、もう1人のサンボの創始者である、帝政ロシア軍人であったビクトル・スピリドノフがボクシングと柔術をもとに独学で編み出した格闘技「Cамооборона без оружия（「武器を持たない自己防衛）」に由来する。1930年代に体系化し、サンボという名称が名づけられる。この格闘技は第一次世界大戦後、白兵戦の重要性に気づいたソ連赤軍に軍隊格闘術として採用され、後の「バエヴォエサンボ（Боевое самбо）」につながっていく。スピリドノフの理論的な「サンボ」とオシェプコフの実戦的な「柔道」は当時対立関係にあった。
1938年に、スポーツトレーナーの全国会合において、オシェプコフの弟子アナトリー・アルカディエビッチ・ハルランピエフがソ連式フリースタイルレスリングの創設を発表する。ハルラムピエフは会合で、「ソ連式フリースタイルレスリング」はロシアのロシアンサンボ、ジョージアのチタオバやタタール、カザフスタンのカザフシャクレス、ウズベキスタン、トルクメニスタンなどソ連各地の民族レスリングに基づいた新しい格闘技だと主張した。書籍『これがサンボだ!』ではこれらにくわえて柔道にも影響を受けているとしている。一方でその実はオシェプコフの柔道であった。人工的国家であったソ連には、民族統合の象徴となるスポーツが必要であったのである。そして同年11月16日、全ソ体育スポーツ委員会はこのフリースタイルレスリング（борьбы вольного стиля）を認可し、ソ連全土での普及活動が認められる。この日がロシアでは国技としてのサンボ誕生日ともみなされている。第二次世界大戦後、1947年「サンボ」と改称され、これがスポーツサンボとして定着することになる。

### 特徴
- 打撃技は禁止。
- 投げ、関節技による一本か、一本に至らない投げ、抑え込み等のポイントを競う。
- 上半身は青か赤のリバーシブルのサンボジャケットと帯、下半身はジャケットと同系統色の短パンあるいはスパッツで、サンボシューズ（またはレスリングシューズ）を履く。
- サンボジャケットは柔道衣に似るが肩の部分に掴みやすいよう返しがある。これは着衣の上衣がノースリーブのチダオバの技が使用できるようにするためのものである。帯ははだけにくいよう帯をジャケットに固定する穴がついている。
- 柔道や空手のように帯の色で段位を表すようなことはない。
- レスリングマットと同じ円形のマット場で競技を行う。
- 歴史的な関わりから柔道との比較で語られることが多いが、投げ技においても寝技においても、一般的な柔道とは違った試合展開・テクニックが多くある。
- 川石メソッドの裏固の様に胸をしっかり、相手の胸に密着していれば、柔道と異なり、ガードポジションの上からでも抑え込みとして扱われる。

### ルール
- 審判の構成
  - 総ての競技会において、それぞれの試合の審判チームを次のように構成する。
  - チェアマン：1名 レフェリー：1名 ジャッジ：1名

#### 勝敗判定・ポイント
2023年現在。
- 一本勝
  - 自分の体勢を崩さずに相手を投げ背中から落とすかブリッジさせたとき
  - 相手の腕、または脚の関節等を取るか相手を抑え込んでいる時、相手が参ったを声か手、足でマットやどちらかの身体を何回か叩いて表明するか、叫ぶか、反則をしてないのに試合を止める様に相手が要求した場合
  - 相手より8ポイント以上上回ったとき
  - 相手の棄権、失格

以上の場合は「一本」となり試合は終了する。試合時間内に一本がなかったときは試合中にかけた技の得点が多いものが判定勝ちとなる。
- 4ポイント
  - 相手を投げ背中から落とすかブリッジさせたときに自分の体勢が崩れる
  - 自分の体勢を崩さずに相手を投げ、相手が横から落ちるかハーフブリッジをとる
  - 自分の体勢を崩さずにグランドの相手を投げ相手が胸、腹、臀部、腰、または肩から落ちたとき
  - 抑え込みで20秒間抑えたとき
- 2ポイント
  - 自分の体勢を崩さずに相手を投げ相手が胸、腹、臀部、腰、または肩から落ちたとき
  - グランドの投技で相手が横向きに倒れたり、ハーフブリッジの姿勢になったときに自分の体勢が崩れる
  - 自分の体勢を崩さずにグランドの相手を投げ、横から落ちるかハーフブリッジをとる
  - グランドの相手を投げ背中から落とすかブリッジさせたときに自分の体勢が崩れる
  - 寝技から抑え込みに入り、10秒間抑えたとき。
- 1ポイント
  - 投技で相手が胸、腹、臀部、腰、または肩から落ちたときに自分の体勢が崩れる
  - グランドの相手を投技で横向きに倒したり、ハーフブリッジの姿勢になったときに自分の体勢が崩れる
  - 自分の体勢を崩さずに投技でグランドの相手が胸、腹、臀部、腰、または肩から落ちたとき
  - 相手に2回目と3回目の警告を与えた場合

抑え込みは1試合4ポイント以内で、それ以上抑え込んでもポイントにならない。

#### 禁止事項
- 絞技は禁止。
- 頸椎や首への関節技は禁止。
- 手首から先、足首から先をつかむことが禁止。
- 両者立った状態から掛ける関節技は禁止。
- 肘・肩関節への関節技が認められるが、ハンマーロック、手首の関節技は禁止。両者立ち上がったら肘・肩関節への関節技は解かなければいけない。
- 脚（股・膝・足首）への関節技（アキレス腱固め、膝十字固め、カーフスライサー＜脹脛潰し＞など）が認められるが、膝関節やかかと、足首を捻るような関節技（足緘、ヒールホールド、足首固めなど）は禁止。相手が立ち上がったら脚への関節技は解かなければいけない。
- 河津掛けが認められる。2015年以降2021年までに脛や膝にかかる蟹挟が禁止となる[6][7]。
- ジャケットの掴みに制限が少ない（帯の結びから先、帯の結びの余り、そで口の内側以外どうつかんでもよい。つかんでいる時間の制限なし）。
- 胴を故意に脚で強く絞める行為は禁止。脚を伸ばさなくても禁止である。

### 階級
2023年現在。ジュニア、アダルトU24、アダルト。
- 男子
  - 58, 64, 71, 79, 88, 98, +98 kg
- 女子
  - 50, 54, 59, 65, 72, 80, +80 kg

かつての階級は以下である。
- 男子
  - ジュニア（17 - 18歳）52, 57, 62, 68, 74, 82, 90, 100, +100 kg
  - シニアー（19歳以上） 52, 57, 62, 68, 74, 82, 90, 100, +100 kg

自己の体重の一階級上の階級に出場することができる。

### 年齢カテゴリー
2023年現在。
- カデ 
  - 14 - 16 years
- ユース 
  - 16 - 18 years
- ジュニア 
  - 18 - 20 years
- アダルトU24 
  - 18 - 23 years
- アダルト
  - 18 -  years
- マスター
  - 35 - 39, 40 - 44, 45 - 49, 50 - 54, 55 - 59, 60 - 64, 65-  years

### 日本での歴史
1963年9月、当時日本レスリング協会の会長であった八田一朗は「ソ連のレスリングの強さの秘密はサンボにある」と、レスリングのトレーニングにサンボの導入を試み、ソ連レスリング選手団と共に4名のサンビストを招請した。当時、日本国民はサンボに関する知識をまったく持っていなかったが、4名のサンビストは前橋市・神戸市・横浜市・東京都など各地で柔道選手と柔道の交流試合をおこなった。
1965年1月、国内競技連盟である日本サンボ連盟は国内最初の大会「東日本サンボ選手権大会」を東京・代々木体育館で開催し、数多くのレスリング選手と柔道選手が参加した大会であった。またこの大会は猪狩則男（当時日本レスリング協会理事長）の尽力によってテレビ放映され、「サンボ」の名は広まりを見せる。さらに同年8月、「第1回全日本サンボ選手権大会」が岩手県盛岡市で開催された。
1965年9月に八田はサンボ競技を日本に根づかせようと日本サンボ連盟を設立し会長に就任。常務理事に就任した古賀正一（ビクトル古賀）をソ連に派遣した。古賀は自らサンボ修行に励む傍ら日本とソ連の交流パイプを構築し、サンボの普及に取り組んだ。
日本レスリング協会主導型であった当時の日本サンボ連盟は、全日本柔道連盟や講道館との連携に難航しながらも、毎年全日本サンボ選手権を開催し、ソ連に選手を派遣していたが、有力な柔道選手やレスリング選手の参加が求められるところであった。そこで，日本サンボ連盟は抜本的な改革に着手した。日本サンボ連盟の笹原正三理事長と古賀正一常務理事、東京オリンピック柔道金メダリストの猪熊功との間で「日本におけるサンボ競技」について会談が持たれ、続いて柔道連盟の要職にあった渡辺利一郎八段との会合がおこなわれた。その結果、国際柔道連盟会長の松前重義を会長に迎え、最高顧問に八田一朗が就任した。
この体制刷新で柔道の有力選手の派遣が可能となり、1970年の全ソ連サンボ選手権に岩釣兼生が優勝、1971年のヨーロッパサンボ選手権で佐藤宣践が優勝するなどの効果が現れた。だがその直後にFIASが設立され、1972年にイギリスのマンチェスターで第1回FILA世界サンボ選手権が開催された。この大会に68㎏級で出場した古賀正一がソ連選手を寄せ付けない圧倒的な優勝をおさめ、日本サンボ界に光明を与えた。
日本サンボ連盟では体調を崩した松前重義が会長を退き，八田一朗が後任となる。以後、八田は没するまで在職した。その後、ベースボールマガジン社の創設者である池田恒雄、世界サンボ連盟名誉会長の堀米泰文、井柳学らが会長の任にあたった。1988年5月には東京・代々木第1体育館で日本ではじめての国際大会であるサンボワールドカップが、1996年11月には東京・代々木第1体育館で世界サンボ選手権がそれぞれ開催された。
国内大会では全日本サンボ選手権（シニア･ジュニア・カデット・マスターズ）・東日本サンボ選手権・全日本団体サンボ選手権・愛知県オープン大会・青森県オープン大会・近畿オープン大会などが毎年全国各地で開催されている。サンボを指導する道場やクラブチームの新設に伴う技術講習会なども実施されている。
2012年1月、日本サンボ連盟は一般社団法人格を取得した。会長に近藤正明が就任し、日本レスリング協会会長の福田富昭と全日本学生柔道連盟副会長佐藤宣践を特別顧問に迎えている。
2013年2月2日、埼玉県上尾市・埼玉県立武道館において、サンボが公開競技として実施される7月の第27回ユニバーシアード日本代表選手選考を兼ねたプーチン大統領杯サンボ選手権大会が開催され、男子4階級・女子3階級の代表選手が選出された。

### 世界選手権入賞者
- 星野政幸、田上高、横倉安雄、斎藤喜作、藤井寿一、松永義雄、名和孝徳、花房洋一、藤春孝志、西 均、広瀬聡、射手矢味先、山田茂明、坂井武彦、大河内信之、寺町良次、野沢和巳、新崎喜則、岩佐修、深井英吾、久木留毅、竹内徹、小林左右長、伊田忠富、木下英規、小林伸郎、佐々木豊、五木田勝、松本秀彦、藤井惠、塩田さやか、武田美智子（優勝[10]）、しなしさとこ、藤村美和（優勝[11]）、濵田尚里（優勝[12]）、黒木美晴[12]、荒木将徳[12]、村瀬晴香[13]、榎谷有里[13]、ダヴィド・ハハレイシヴィリ（優勝）[14]、ムンフバット・ウランツェツェグ（優勝）[15]

他

## コンバットサンボ
コンバットサンボ (Combat sambo) はフルコンタクトの着衣総合格闘技。中国成都市でのワールドゲームズ2025で実施される。別名コマンドサンボ。

### ルール
2023年現在。

#### 勝敗判定・ポイント
- 一本勝
  - 自分の体勢を崩さずに相手を投げ仰向けに倒れるかブリッジさせたとき
  - 痛め技（関節技、締め技、胴絞）か絞技を相手に掛けるか相手を抑え込んでいる時、相手が参ったを声か手、足でマットやどちらかの身体を何回か叩いて表明するか、叫ぶか、反則をしてないのに試合を止める様に相手が要求した場合
  - 絞技中に防御側が意識を失った場合。
  - ノックアウト（ノックダウン後10秒以内に回復できなかった時）
  - 2回のノックダウン。
  - 相手より8ポイント以上上回ったとき
  - 相手の棄権、失格

以上の場合は「一本」となり試合は終了する。試合時間内に一本がなかったときは試合中にかけた技の得点が多いものが判定勝ちとなる。
- 4ポイント
  - 自分の体勢を崩さずに、投技または打撃技で相手が横向きまたはハーフブリッジの姿勢で倒れたとき
  - 投技または打撃技で相手を仰向けに倒れるかブリッジさせたとき、自分の体勢が崩れた
  - ノックダウン（相手が投技や打撃技を受けて戦闘継続能力を一時的に失った時）
- 2ポイント
  - 自分の体勢を崩さずに投技または打撃技で相手が胸、腹、臀部、腰、または肩から落ちたとき
  - 投技または打撃技で相手が横向きに倒れたり、ハーフブリッジの姿勢になったときに自分の体勢が崩れる
  - 抑え込みで20秒間抑えたとき。抑え込みは1試合1回限りで、それ以上抑え込んでもポイントにならない。
- 1ポイント
  - 投技または打撃技で相手が胸、腹、臀部、腰、または肩から落ちたときに自分の体勢が崩れる
  - 相手に2回目と3回目の警告を与えた場合

#### 痛め技
- 関節技、締め技は腕や脚へのみ。
- 胴絞は痛め技に含まれ認められる。
- スタンディングでの痛め技は2023年のルールブックに認められない旨の記載[16]と認められる旨の記載[17]がある。

#### 絞技
- グラウンドまたはスタンディングのどちらの姿勢でも行うことができる。
- ギロチンチョークなどの相手の頭側からの裸絞はスタンダード・ギロチンの様に相手の腕も一緒に絞めなければならない[18]。
- 脚を使った絞技は三角絞の様に相手の腕も一緒に絞めなければならない。ヘッドシザースなどは禁止。
- 着衣による絞技は、相手の上衣の襟を使用する場合にのみ許される。

#### 打撃技
- パンチ、キック、肘打ち、膝蹴り、頭突きは認められる。
- 頭突きはヘッドギア着用の試合のみ認められる。
- 両選手がグラウンドポジションにいる場合も打撃が許される。
- グラウンドポジションにいる選手は、スタンディングポジションにいる相手を打撃することができる。
- 平手打ちや掌底は禁止。
- グラウンドポジションでの頭部への肘打ち、頭突きは禁止。女子はスタンディングポジションでも禁止。
- アイポーク、貫手など指での打撃は禁止。
- 後頭部、頭頂部、喉、鎖骨、背中、腰、尾骨、肛門への打撃は禁止。
- 股間への意図的な打撃は禁止。
- 関節蹴りなど膝、肘、足首の関節をロックする打撃は禁止。

### 階級
2023年現在。ジュニア（17 - 20歳）、アダルト（18歳以上）。
- 男子
  - 58, 64, 71, 79, 88, 98, +98 kg
- 女子
  - 50, 54, 59, 65, 72, 80, +80 kg

### 世界選手権入賞者
- イスラム・マカチェフ[20]、竹内出[21]

他

## オリンピック活動において
スポーツサンボは、国際的な普及にむけて、1967年にリガで最初の国際大会、1972年にはリガで最初のヨーロッパ選手権、そして1973年にはテヘランで最初の世界選手権を開催する。
1968年または1969年、スポーツサンボは国際レスリング連盟（FILA、のちの世界レスリング連合）の管理種目となり、1980年モスクワオリンピックの際にレスリング内の正式種目としての採用をアピールしたものの政治的理由により、実現には至らなかった。一方で書籍『これがサンボだ!』は、これはレスリングの種目数が多すぎたためだとしている。モスクワオリンピックではレスリングは20種目を擁していた。これを契機にFILAを離れ国際競技連盟である国際サンボ連盟 (FIAS)  が設立される。また、IOC後援ワールドゲームズの公式競技ではワールドゲームズ1985、ワールドゲームズ1993でスポーツサンボが実施され、ワールドゲームズ2025で復活。しかし、これはジャケット総合格闘技であるコンバットサンボとなった。ワールドゲームズでフルコンタクトの総合格闘技が実施されるのは初めてである。
2023年に解散したIOC公認団体GAISFにはFIASが加盟していた。2018年までIOC暫定承認の国際競技連盟に。2018年にFIASがIOC承認国際競技連盟の集まりARISFに暫定加盟。2021年、東京オリンピック開催中のIOC総会でフル承認となる。のちにARISFに正式加盟。
ヨーロッパオリンピック委員会（EOC）が主催するヨーロッパ競技大会では2015年バクーでの第1回大会で正式競技でスポーツサンボが採用された。アジアオリンピック評議会（OAC）が主催するアジア競技大会では、2018年ジャカルタ・パレンバン大会で正式競技でスポーツサンボが採用された。